# シャコティス

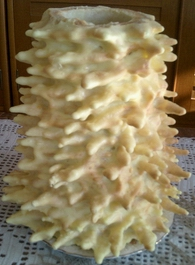
シャコティス／センカチュ

シャコティス（リトアニア語: šakotis）は、リトアニアとポーランドの伝統的なケーキ。ドイツのバウムクーヘンに類似しており、一説によればバウムクーヘンの起源とされる。
ポーランド語ではセンカチュ（sękacz）と呼ばれる。「センカチュ」とは「（木の枝の）節々（だらけのケーキ）」という意味。
ポーランド・リトアニア連合（のちのポーランド・リトアニア共和国）の時代からリトアニアとポーランドで広く作られている。もとはリトアニア南東部のズーキヤ地方、ないし（古プロイセン人やルーシ人のいた）ポーランド北東部のポドラシェ地方で古くから食べられていたもので、リトアニア民族を代表する菓子であるとともに、ポーランドのポドラシェ地方を代表する郷土菓子でもある。
14世紀、ポーランド王国とリトアニア大公国の間で交わされた条約（クレヴォの合同）によりズーキヤ地方出身（おそらくヴィリニュス出身であろうとされている）のヨガイラ（ポーランド王としてはヴワディスワフ2世ヤギェウォ）がポーランド王国の共同君主となるためポーランド女王ヤドヴィガのもとに婿入りした時、その披露宴で出身地の郷土菓子として振舞われ、それがきっかけでポーランド・リトアニア同君連合の全ての地方に広く知られるようになったとも言われている。この時、この菓子を作った職人はその褒美としてもらった指輪で恋人に求婚してその心を射止めた為、特に結婚式では欠かせない菓子となっている。
シャコティスは「枝分かれ」を意味し、その独特の形状を言い表している。棒に生地を足しながら焼き上げる製法もそのままである。見た目はバウムクーヘンとは異なるものであるが、しばしば混同される。シャコティスはバウムクーヘンよりも乾燥している。
チョコレートや花の装飾で飾り付けられることもあるが、通常はそのまま出される事が多く、それを手で枝を折るようにちぎって食べる事が多い。シャコティス／センカチュの本場であるリトアニアとポーランドでは結婚式や誕生日パーティーなどの特別な祝いごとのときに出されるデザートとされ、ポーランドの結婚式では高さ数メートルに達する「巨大センカチュ」なるものが披露宴のテーブルに出現することもある。家庭ではクリスマスに出されることも多い。
2006年のヨーロッパ・デーで「カフェ・ヨーロッパ」なる行事が開催された際、リトアニアを代表する菓子としてシャコティスが出された。